# Józef Chełmowski
Józef Chełmowski (ur. 26 lutego 1934 w Brusach Jagliach, zm. 6 lipca 2013 tamże) – ludowy artysta, rzeźbiarz, malarz.

## Życiorys
Józef Chełmowski to rodowity Kaszub, syn Konrada i Marianny Chełmowskich. Miał dwóch braci i dwie siostry. W roku 1941 rozpoczął edukację w niemieckiej szkole podstawowej w Brusach. Po II wojnie światowej kontynuował naukę w polskiej szkole powszechnej, po ukończeniu której krótko pracował jako robotnik na kolei, a w roku 1948 wyjechał na pół roku do pracy na Śląsk. Po powrocie ponownie zatrudnił się na kolei. Po odbyciu zasadniczej służby wojskowej (radiomechanik w lotnictwie) i powrocie do Brus pracował m.in. w przedsiębiorstwie drogowym, w kinie „Sława” w Brusach (jako bileter), w przedsiębiorstwie „Las”, i po raz kolejny na kolei. W końcu lat 70. zajął się prowadzeniem gospodarstwa rolnego po swoich rodzicach. Mieszkał w miejscowości Brusy Jaglie, w domu rodzinnym, który jest też prywatnym muzeum regionalnym, gdzie znajdują się jego rzeźby, obrazy, pamiątki rodzinne, przedmioty codziennego użytku i narzędzia używane w gospodarstwie. Jego dzieła poruszają zagadnienia filozoficzne, polityczne, regionalne, historyczne, patriotyczne oraz wiary. W przydomowym sadzie znajdują się rzeźby – pomalowane ule w pniach drzew, które przedstawiają różne postacie – często aniołów. Chełmowski posługuje się językiem południowych Kaszub, znanym z rodzinnego domu. Przywrócił i spopularyzował zanikającą na Pomorzu sztukę malowania na szkle. Jest twórcą kapliczek przydrożnych, trzech rzeźb, które znalazły się w Ołtarzu Papieskim w Sopocie. Największym dziełem jego życia jest obraz Apokalipsa, którego długość wynosi 55 m i jest to zobrazowanie Apokalipsy św. Jana. Jego prace znajdują się w muzeach m.in. w Toruniu, Bytowie, Bydgoszczy, Pile, Chojnicach i Wejherowie. Wielokrotnie nagradzany na Ogólnopolskim konkursie malarskim im. Teofila Ociepki w Bydgoszczy. Członek Stowarzyszenia Twórców Ludowych (od 1978).
Od 1959 był mężem Jadwigi (1940–2018), z którą miał dwie córki: Ewę i Jolantę.
Pochowany na cmentarzu parafii pw. Wszystkich Świętych w Brusach (sektor C-6-28).

## Wystawy indywidualne
- 1986 – Biuro Wystaw Artystycznych: „Mały Salon Sztuki” w Bydgoszczy
- 1986 – Muzeum Borów Tucholskich w Tucholi
- 1987 – Wojewódzki Ośrodek Kultury w Gdańsku
- 1989 – Muzeum Borów Tucholskich w Tucholi
- 1989 – Muzeum Okręgowe im. Leona Wyczółkowskiego wCzłonek Stowarzyszenia Twórców Ludowych od 1978 Bydgoszczy
- 1994 – Dom Kultury „Hakenfort” oraz kościół św. Otgera (prezentacja „Panoramy Apokalipsy”) w Stadtlohn (Niemcy)
- 1994 – „Haus des Gastes” w Herbstein (Niemcy)
- 1994/95 – Muzeum Historyczno-Etnograficzne w Chojnicach
- 1995 – Muzeum Zachodniokaszubskie w Bytowie
- 1996 – „Haus der Begegnung” (w ramach Dni Kultury Polskiej) w Bad Nenndorf (Niemcy)
- 1996 – Muzeum Wsi Słowińskiej w Klukach
- 1997 – Siegburger Torhaus-Museum w Siegburgu
- 1997 – Dom Kultury „Hakenfort” w Stadthlon (Niemcy)
- 1997 – Muzeum Okręgowe w Sieradzu
- 1998 – Muzeum Etnograficzne (wspólnie z rzeźbami Szczepana Muchy z kolekcji Muzeum Okręgowego w Sieradzu) w Ljubljanie (Słowienia)
- 1999 – Muzeum Regionalne w Człuchowie
- 2000 – Galeria Sztuki Ludowej i Nieprofesjonalnej Wojewódzkiego Ośrodka Kultury w Bydgoszczy
- 2003/2004 – Galeria „Homo Faber” Soleckiego Centrum Kultury w Solcu Kujawskim
- 2004/2005 – Muzeum Zachodniokaszubskie w Bytowie
- 2005 – Muzeum im. Leona Wyczółkowskiego w Bydgoszczy
- 2005 – Muzeum Pierwszych Piastów na Lednicy w Lednogórze
- 2005 – Ośrodek Kultury w Brusach-Jagli
- 2005/2006 – Muzeum Okręgowe w Pile
- 2008 – Muzeum Zachodniokaszubskie w Bytowie
- 2012/2013 – Muzeum Piśmiennictwa i Muzyki Kaszubsko-Pomorskiej w Wejherowie
- 2014/2015 – Muzeum Zachodniokaszubskie w Bytowie
- 2016 – Muzeum Pomorza Środkowego w Słupsku
- 2016 – Muzeum Regionalne w Krokowej
- 2024 – Muzeum Narodowe w Gdańsku

Źródło:.

## Odznaczenia
- Srebrny Medal „Zasłużony Kulturze Gloria Artis” (2006)[7]
- Medal Stolema (1996)[8]

## Nagrody i wyróżnienia
- Nagroda im. Oskara Kolberga (1995)
- Grand Prix w Ogólnopolskim Konkursie Malarskim im. Teofila Ociepki (1996)
- wpis do Honorowej Księgi Zasłużonych Obywateli Miasta i Gminy Brusy (1998)
- Nagroda Prezydenta Miasta Gdańska w Dziedzinie Kultury (1999)[9]
- Pomorska Nagroda Artystyczna (2004)

Źródło:.

## Upamiętnienie
- W 2016 Muzeum Historyczno-Etnograficzne w Chojnicach rozpoczęło realizację projektu inwentaryzacji twórczości znajdującej się w zbiorach prywatnych. Efektem badań jest powstanie wortalu internetowego poświęconego twórczości J. Chełmowskiego wraz z katalogiem online i biografią artysty[5].
- Z inicjatywy Zarządu Głównego Zrzeszenia Kaszubsko-Pomorskiego rok 2017 ogłoszono Rokiem Chełmowskiego.
- W 2017 Muzeum Zachodniokaszubskie w Bytowie wydało publikację pt. Pasieka wyobraźni. O twórczości Józefa Chełmowskiego (red. D. Kalinowski, T. Siemiński)[2].
- Od 2019 organizowany jest cykliczny Konkurs Sztuki Ludowej im. Józefa Chełmowskiego[1].
- W 2021 powstał pełnometrażowy film pt. Tajemnice Świata Światów. Opowieści o Józefie Chełmowskim w reż. Andrzeja Dudzińskiego[2].